# Mucosa
La mucosa (o tonaca mucosa, o membrana mucosa) è la porzione tissutale a diretto contatto con il lume degli organi cavi animali che sono in comunicazione con l'ambiente esterno, come il canale digerente ed il tratto respiratorio (escludendo quindi gli organi dell'apparato cardiocircolatorio).
Risulta formata dalla sovrapposizione di quattro strati:
- un epitelio di rivestimento, che guarda verso il lume;
- una membrana basale, che costituisce il collegamento tra lo strato epiteliale e quello connettivale, costituita da lamina densa e lamina rara (a seconda della composizione proteica) e da una lamina fibroreticolare di origine connettivale;
- una lamina o tonaca propria intermedia di tessuto connettivo lasso a fasci intrecciati;
- una muscularis mucosae, presente esclusivamente negli organi dell'apparato digerente, a partire dall'esofago, e composta da uno strato di fibrocellule muscolari lisce, che si continua con la tonaca sottomucosa.

Non è impermeabilizzata da cheratina, bensì protetta da muco, ricco di mucopolisaccaridi, secreto da ghiandole mucipare.
Le membrane mucose hanno caratteristiche in comune con le membrane sierose, che presentano la stessa struttura generale. Tra una mucosa e una sierosa esistono due differenze sostanziali. La prima riguarda lo strato epiteliale: mentre nelle mucose l'epitelio può essere di varia natura (anche se spesso è cilindrico o cubico), nelle sierose esso è sempre semplice ed è detto mesotelio; la seconda riguarda la sede anatomica, infatti le membrane sierose rivestono cavità che non  hanno rivestimento.